# Weaubleau
Weaubleau é uma cidade localizada no estado americano de Missouri, no Condado de Hickory.

## Demografia
Segundo o censo americano de 2000, a sua população era de 518 habitantes.
Em 2006, foi estimada uma população de 535, um aumento de 17 (3.3%).

## Geografia
De acordo com o United States Census Bureau tem uma área de
2,3 km², dos quais 2,3 km² cobertos por terra e 0,0 km² cobertos por água.

## Localidades na vizinhança
O diagrama seguinte representa as localidades num raio de 16 km ao redor de Weaubleau.